# Piccadilly Line
Piccadilly Line és una línia de ferrocarril de trànsit ràpid del Metro de Londres (en anglès London Underground), que apareix al mapa (the Tub map) de color blau fosc. La línia circula de l'estació de Cockfosters a la terminal 5 de Heathrow i el traçat de la línia és soterrat a gran profunditat, a Londres aquest tipus de línies són conegudes com el tub (en anglès the tube) per la forma que tenen els túnels. El recorregut és de nord a oest i l'últim tram fins a l'aeroport de Heathrow és en superfície. És la tercera línia amb més viatgers per any de la xarxa del metro i de les 53, estacions 25 són soterrades.

## Història

### Els inicis
Piccadilly Line comenta com el "Ferrocarril Great Northern, Picadilly & Brompton" (GNP&BR), un dels diversos ferrocarrils controlat per Underground Electric Railways Co of London Ltd (UERL), amb Charles Yekes a la seva direcció.
Quan GNP&BR es va obrir el 15 de desembre de 1906, la línia circulava des de la terminal de Great Northern & City Line a Finsbury Park fins a l'estació del District Railway de Hammersmith.
El 30 de novembre de 1907 s'obrí el petit ramal des de Holborn a Strand (després anomenada Aldwych). El 1905 i més tard el 1965 s'intentà estendre la línia cap al sud sota el riu Tàmesi fins a l'estació de Waterloo però aquesta obra mai es dugué a terme.

### Canvis posteriors
L'1 de juliol de 1910 GNP&BR i altres ferrocarrils de UERL (Baker Street & Waterloo Railway, Charing Cross, Euston & Hampstead Railway i District Railway) es fusionaren per esdevenir la companyia "London Electric Railway Company".
El 10 de desembre de 1928 s'obrí la nova estació de Piccadilly Circus. Aquest fou el començament d'una millora de la línia completa com allargaments de les estacions com en el cas de Piccadilly Circus.

#### Extensió de Cockfosters
Des de la dècada de 1920 hi havia congestions severes a la terminal nord de la línia, a Finsbury Park, on els viatgers havien d'enllaçar amb tramvies o autobusos per anar a Nord Londres i Nord Est Londres. Una dècada més tard l'esquema de l'extensió era allargar la línia des de Finsbury Park fins a Cockfosters.
L'extensió es va construir en vies soterrades a gran profunditat (en tub) fins a Arnos Grove. L'extensió fou de 12 quilòmetres i va costar 4 milions de lliures. Les seccions s'obriren de la següent forma:
- 19 de setembre de 1932: fins Arnos Grove.
- 13 de març de 1933: fins a Enfield West (ara Oakwood).
- 19 de juliol de 1933: fins a Cockfosters.

### Atac terrorista del 2005
El 7 de juliol de 2005, un tren de la Piccadilly Line fou atacat per un home suicida. L'inciden tingué lloc a les 08:50 a hora britànica mentre el tren circulava entre King's Cross St. Pancras i Russell Square. Formava part d'un atac coordinat a la xarxa de transport de Londres, sincronitzat amb tres atacs més, dos a la Circle Line i un quart en un autobus a la plaça de Tavistock.
La bomba de la Piccadilly Line fou la que provocà més victimes, 26 victimes mortals. L'evacuació fou realment difícil, ja que està construïda a gran profunditat, i els serveis d'emergència tingueren seriosos problemes per arribar al lloc de l'accident. La línia es mantingué tancada durant tot el dia i l'endemà s'obriren algunes parts de la línia. No hi hagué servei entre Hyde Park Corner i Arnos Grove i no es va restaurar el servei normal fins quatre setmanes més tard, el 4 d'agost.